# Wilhelmus Nicolaas Stephanus Arntz
Wilhelmus Nicolaas Stephanus Arntz (Huissen, 28 juni 1884 – Nijmegen, 23 november 1933) was een politicus in Suriname en bestuurder van plantages in Nederlandse koloniën.
Hij werd geboren als zoon van Theodorus Henricus Lambertus Arntz (1852-1920; veearts) en Theodora Walburga Maria Vetter (1856-1918). Hij ging in 1906 naar Suriname en nadat F.C. Gefken in 1909 was overleden volgde Arntz hem op als directeur van de plantage Voorburg. Gefken was tot dan het enige katholieke lid van de Koloniale Staten. Bij de tussentijdse verkiezingen die volgden op het overlijden van Gefken nam de katholieke Arntz zonder succes deel. Bij tussentijdse verkiezingen in 1914 lukte het hem wel om verkozen te worden tot Statenlid. Twee jaar later behaalde hij onvoldoende stemmen om Statenlid te kunnen blijven. 
Arntz keerde in 1922 terug naar Nederland en vertrok twee jaar later naar Nederlands-Indië waar hij assistent werd in de Cultuurtuin in Buitenzorg. Vanaf 1928 was hij als administrateur werkzaam bij de gouvernements-koffieonderneming Bangelan in het oosten van Java. Tijdens verlof in Nederland overleed hij in 1933 op 49-jarige leeftijd.